# Maréna Diombougou
Maréna Diombougou è un comune rurale del Mali facente parte del circondario di Kayes, nella regione omonima.
Il comune è composto da 8 nuclei abitati:
- Diataya
- Djombougou
- Madina Couta
- Maréna
- Mogoyafara
- Niamiga
- Sabouciré-Samballa
- Salamou